# Partido Popular Regional Valenciano Autonomista
Partido Popular Regional Valenciano Autonomista (PPRVA) fou un partit polític conservador i regionalista de dretes fundat a València el 1975 per l'advocat Emilio Attard Alonso federat amb el partit popular d'Alacant, Castelló i Balears de Pío Cabanillas i José María de Areilza. El 1976 es va integrar en la UCD d'Adolfo Suárez, i juntament amb el Partit Demòcrata i Liberal del País Valencià, que s'integrà en 1977, van ser el nucli de la formació ucedista al País Valencià.
Conformat pel sector anticatalanista de la UCD, des del PPRVA es va vetar la participació de la formació valencianista Unió Democràtica del País Valencià a la UCD, tot i la predisposició de Ruiz Monrabal. La direcció d'UCD, controlada bàsicament per Attard, també marginaria als sectors valencianistes (d'especial importància al PDLPV) al si de la coalició. Inicialment, al si d'UCD hi havia un enfrontament entre els papos (malnom amb què es coneixia als afins al PPRVA) i el sector liberal, amb enfrontaments interns inclosos pel fet que dels quatre consellers d'UCD al primer Consell del País Valencià, tres foren liberals i sols un conservador.
Attard va ser el líder de la UCD i cap de llista per València a les eleccions generals espanyoles de 1977.